# Kansas City, Kansas
Kansas City är en stad i Wyandotte County, i delstaten Kansas i USA. Kansas City är en satellitstad till Kansas City i delstaten Missouri mot vilken den gränsar på den östra sidan om Kansasfloden. Kansas City hade 146 866 invånare år 2000, vilket gör den till den tredje största staden i delstaten.
Kansas City, som vuxit upp där Kansasfloden mynnar i Missouri, är centrum i ett stort och rikt jordbruksområde i Mellanvästern.

## Sport
Sporting Kansas City är fotbollslag som spelar i proffsligan.